# Sportgemeinschaft 09 Wattenscheid 1988-1989
Questa voce raccoglie le informazioni riguardanti la Sportgemeinschaft 09 Wattenscheid nelle competizioni ufficiali della stagione 1988-1989.

## Stagione
Nella stagione 1988-1989 il Wattenscheid, allenato da Gerd Roggensack, concluse il campionato di 2. Bundesliga al 6º posto. In Coppa di Germania il Wattenscheid fu eliminato al primo turno dall'Osnabrück.

## Rosa
| N. |                     | Ruolo | Calciatore        |
| -- | ------------------- | ----- | ----------------- |
|    | Germania (bandiera) | P     | Ralf Eilenberger  |
|    | Germania (bandiera) | P     | Wolfgang Kellner  |
|    | Germania (bandiera) | D     | Jörg Bach         |
|    | Germania (bandiera) | D     | Stefan Emmerling  |
|    | Germania (bandiera) | D     | Martin Kollenberg |
|    | Germania (bandiera) | D     | Frank Kontny      |
|    | Germania (bandiera) | D     | Thomas Langbein   |
|    | Germania (bandiera) | D     | Ralf Lewe         |
|    | Germania (bandiera) | D     | Martin Reimann    |
|    | Germania (bandiera) | D     | Thomas Siewert    |
|    | Germania (bandiera) | D     | Guido Sobiech     |
|    | Germania (bandiera) | D     | Jörg Sobiech      |
|    | Germania (bandiera) | C     | Christian Bittner |
|    | Germania (bandiera) | C     | Jürgen Borutta    |

| N. |                      | Ruolo | Calciatore       |
| -- | -------------------- | ----- | ---------------- |
|    | Germania (bandiera)  | C     | Eduard Buckmaier |
|    | Germania (bandiera)  | C     | Dirk Kontny      |
|    | Germania (bandiera)  | C     | Harald Kügler    |
|    | Finlandia (bandiera) | C     | Pasi Rautiainen  |
|    | Germania (bandiera)  | C     | Marco Rothe      |
|    | Germania (bandiera)  | C     | Jochen Terhaar   |
|    | Germania (bandiera)  | C     | Olaf Wasmuth     |
|    | Germania (bandiera)  | A     | Maurice Banach   |
|    | Germania (bandiera)  | A     | Frank Bast       |
|    | Germania (bandiera)  | A     | Rainer Frömberg  |
|    | Serbia (bandiera)    | A     | Srdjan Jankovic  |
|    | Germania (bandiera)  | A     | Uwe Tschiskale   |
|    | Germania (bandiera)  | A     | Heiko Ueding     |
|    | Germania (bandiera)  | A     | Dirk van der Ven |

## Organigramma societario
Area tecnica
- Allenatore: Gerd Roggensack
- Allenatore in seconda:
- Preparatore dei portieri:
- Preparatori atletici:

## Calciomercato

### Sessione estiva
| Acquisti | Acquisti          | Acquisti               | Acquisti |
| R.       | Nome              | da                     | Modalità |
| -------- | ----------------- | ---------------------- | -------- |
| A        | Maurice Banach    | Borussia Dortmund      |          |
| C        | Eduard Buckmaier  | Eintracht Braunschweig |          |
| D        | Martin Kollenberg | Arminia Bielefeld      |          |
| D        | Martin Reimann    | BV 08 Lüttringhausen   |          |
| C        | Marco Rothe       | SpVg Marl              |          |
| D        | Guido Sobiech     | Schalke 04             |          |
| A        | Uwe Tschiskale    | Schalke 04             |          |
| A        | Heiko Ueding      | Schalke 04 (juniores)  |          |

| Cessioni | Cessioni           | Cessioni            | Cessioni |
| R.       | Nome               | a                   | Modalità |
| -------- | ------------------ | ------------------- | -------- |
| A        | Uwe Bialon         | Pezoporikos Larnaca |          |
| C        | Markus Falkenstein | Union Solingen      |          |
| D        | Andreas Hahn       | Wattenscheid 09 II  |          |
| D        | Stefan Kuhn        | Norimberga          |          |
| C        | Guido Naumann      | Darmstadt           |          |
| A        | Thomas Schneider   | Arminia Hannover    |          |
| D        | Meric Yavuz        | Arminia Bielefeld   |          |

### Sessione invernale
| Acquisti | Acquisti         | Acquisti       | Acquisti |
| R.       | Nome             | da             | Modalità |
| -------- | ---------------- | -------------- | -------- |
| D        | Stefan Emmerling | Kaiserslautern |          |

| Cessioni | Cessioni | Cessioni | Cessioni |
| R.       | Nome     | a        | Modalità |
| -------- | -------- | -------- | -------- |

## Risultati

### 2. Bundesliga

#### Girone di andata
| Arbitro: | Barnick |

|                     |           |            |
| Tschiskale 22’, 87’ | Marcatori | 56’ Trares |

| Arbitro: | Wittke |

|            |           |                                   |
| Hansen 86’ | Marcatori | 35’ Reimann 42’ Kontny 50’ Kontny |

| Arbitro: | Diekert |

|                                |           |                          |
| Tschiskale 21’, 81’ Banach 27’ | Marcatori | 11’ Knoll 89’ Rohrbacher |

| Arbitro: | Mierswa |

|                           |           |                           |
| Dietrich 28’ Gowitzke 67’ | Marcatori | 5’, 75’ Banach 45’ Kügler |

| Arbitro: | Kriegelstein |

|            |           |                                  |
| Kügler 56’ | Marcatori | 35’ Niggemann 70’ Gede 77’ Fuchs |

| Arbitro: | Holst |

|  |           |                                       |
|  | Marcatori | 3’ Banach 53’ Tschiskale 87’ Jankovic |

| Arbitro: | Fröhlich |

|                        |           |          |
| Kügler 6’ Langbein 54’ | Marcatori | 84’ Mähn |

| Arbitro: | Zimmermann |

|                |           |            |
| von Aufseß 30’ | Marcatori | 61’ Kügler |

| Arbitro: | Neuner |

|                                              |           |                            |
| Wójcicki 10’ (rig.) Ellmerich 50’ Kajrys 84’ | Marcatori | 9’ Tschiskale 90’ Jankovic |

| Arbitro: | Osmers |

|                                       |           |              |
| Tschiskale 23’ (rig.), 34’ Kügler 42’ | Marcatori | 58’ Schummer |

| Arbitro: | Bruch |

|           |           |            |
| Weber 20’ | Marcatori | 58’ Kügler |

| Arbitro: | Steinborn |

|  |           |                      |
|  | Marcatori | 27’ Menke 60’ Rusche |

| Arbitro: | Barnick |

|            |           |  |
| Gaedke 79’ | Marcatori |  |

| Arbitro: | Fux |

|  |           |               |
|  | Marcatori | 87’ Marquardt |

| Arbitro: | Amerell |

|            |           |                 |
| Demandt 6’ | Marcatori | 45’ van der Ven |

| Arbitro: | Föckler |

|                                        |           |                 |
| Jankovic 7’ (rig.), 69’ Kollenberg 65’ | Marcatori | 13’ (rig.) Bunk |

| Arbitro: | Gangkofer |

|                                        |           |  |
| Naumann 17’ Christensen 56’ Lellek 68’ | Marcatori |  |

| Arbitro: | Theobald |

|                                               |           |                        |
| Kügler 17’, 70’ Kollenberg 67’ Tschiskale 78’ | Marcatori | 62’ Wegmann 64’ Helmig |

| Arbitro: | Matheis |

|                            |           |               |
| Haub 27’ Theiss 81’ (rig.) | Marcatori | 42’ Buckmaier |

#### Girone di ritorno
| Arbitro: | Berg |

|                           |           |                                 |
| Schreml 7’ Eichenauer 49’ | Marcatori | 20’, 70’ Kontny 35’, 41’ Banach |

| Arbitro: | Albrecht |

|                                                            |           |  |
| Jankovic 16’ (rig.) Tschiskale 29’, 52’, 75’ Emmerling 67’ | Marcatori |  |

| Saarbrücken 23 marzo 1989, ore 15:00 CET 22ª giornata | Saarbrücken | 0 – 0 referto | Wattenscheid 09 | Ludwigsparkstadion (5 600 spett.)\| Arbitro: \| Rubel \| |
| Arbitro:                                              | Rubel       |               |                 |                                                          |

| Arbitro: | Pauly |

|                                             |           |               |
| Buckmaier 26’ Banach 58’, 65’ Emmerling 82’ | Marcatori | 6’, 39’ Gries |

| Arbitro: | Neumann |

|                                                 |           |                                                                |
| Baffoe 13’ Pförtner 45’, 51’ Niggemann 49’, 73’ | Marcatori | 3’, 79’ Tschiskale 20’, 27’ Buckmaier 82’ Banach 87’ Emmerling |

| Bochum 25 marzo 1989, ore 15:00 CET 25ª giornata | Wattenscheid 09 | 0 – 0 referto | Union Solingen | Lohrheidestadion (4 000 spett.)\| Arbitro: \| Schneider \| |
| Arbitro:                                         | Schneider       |               |                |                                                            |

| Arbitro: | Lehnardt |

|          |           |               |
| Mähn 28’ | Marcatori | 80’ Emmerling |

| Arbitro: | Kentsch |

|                          |           |  |
| Banach 43’ Emmerling 82’ | Marcatori |  |

| Arbitro: | Wittke |

|                               |           |                    |
| Kollenberg 16’ Tschiskale 71’ | Marcatori | 6’, 66’ Baranowski |

| Arbitro: | Ren |

|                           |           |  |
| Kloss 41’ Hahn 79’ (rig.) | Marcatori |  |

| Arbitro: | Retzmann |

|                |           |  |
| Kollenberg 50’ | Marcatori |  |

| Arbitro: | Diekert |

|           |           |  |
| Menke 47’ | Marcatori |  |

| Arbitro: | Schmidhuber |

|             |           |                               |
| Siewert 54’ | Marcatori | 78’ (rig.), 85’ (rig.) Holzer |

| Arbitro: | Barnick |

|                             |           |                       |
| Edelmann 11’, 35’ Kotas 44’ | Marcatori | 45’ Kügler 80’ Kontny |

| Arbitro: | Gangkofer |

|            |           |                                    |
| Kügler 65’ | Marcatori | 4’ Krümpelmann 76’ Walz 86’ Preetz |

| Arbitro: | Birlenbach |

|  |           |                     |
|  | Marcatori | 48’ Bach 73’ Banach |

| Arbitro: | Prengel |

|                                  |           |                      |
| Kontny 17’ Tschiskale 36’ (rig.) | Marcatori | 6’ Wilke 35’ Löchelt |

| Arbitro: | Brückner |

|                                        |           |  |
| Griehsbach 9’ Röber 51’ Regenbogen 54’ | Marcatori |  |

| Arbitro: | Kriegelstein |

|                       |           |          |
| Kontny 67’ Kügler 80’ | Marcatori | 89’ Haub |

### Coppa di Germania
| Arbitro: | Dardenne |

|            |           |                    |
| Banach 46’ | Marcatori | 76’ (rig.) Heskamp |

| Arbitro: | Richmann |

|                      |           |            |
| Basten 37’ Holze 81’ | Marcatori | 55’ Banach |

## Statistiche

### Statistiche di squadra
| Competizione      | Punti | In casa | In casa | In casa | In casa | In casa | In casa | In trasferta | In trasferta | In trasferta | In trasferta | In trasferta | In trasferta | Totale | Totale | Totale | Totale | Totale | Totale | DR  |
| Competizione      | Punti | G       | V       | N       | P       | Gf      | Gs      | G            | V            | N            | P            | Gf           | Gs           | G      | V      | N      | P      | Gf     | Gs     | DR  |
| ----------------- | ----- | ------- | ------- | ------- | ------- | ------- | ------- | ------------ | ------------ | ------------ | ------------ | ------------ | ------------ | ------ | ------ | ------ | ------ | ------ | ------ | --- |
| 2. Bundesliga     | 42    | 19      | 11      | 3       | 5       | 38      | 26      | 19           | 6            | 5            | 8            | 30           | 32           | 38     | 17     | 8      | 13     | 68     | 58     | +10 |
| Coppa di Germania | -     | 1       | 0       | 1       | 0       | 1       | 1       | 1            | 0            | 0            | 1            | 1            | 2            | 2      | 0      | 1      | 1      | 2      | 3      | -1  |
| Totale            | 42    | 20      | 11      | 4       | 5       | 39      | 27      | 20           | 6            | 5            | 9            | 31           | 34           | 40     | 17     | 9      | 14     | 70     | 61     | +9  |

### Andamento in campionato
| Giornata  | 1 | 2 | 3 | 4 | 5 | 6 | 7 | 8 | 9 | 10 | 11 | 12 | 13 | 14 | 15 | 16 | 17 | 18 | 19 | 20 | 21 | 22 | 23 | 24 | 25 | 26 | 27 | 28 | 29 | 30 | 31 | 32 | 33 | 34 | 35 | 36 | 37 | 38 |
| --------- | - | - | - | - | - | - | - | - | - | -- | -- | -- | -- | -- | -- | -- | -- | -- | -- | -- | -- | -- | -- | -- | -- | -- | -- | -- | -- | -- | -- | -- | -- | -- | -- | -- | -- | -- |
| Luogo     | C | T | C | T | C | T | C | T | T | C  | T  | C  | T  | C  | T  | C  | T  | C  | T  | T  | C  | T  | C  | T  | C  | T  | C  | C  | T  | C  | T  | C  | T  | C  | T  | C  | T  | C  |
| Risultato | V | V | V | V | P | V | V | N | P | V  | N  | P  | P  | P  | N  | V  | P  | V  | P  | V  | V  | N  | V  | V  | N  | N  | V  | N  | P  | V  | P  | P  | P  | P  | V  | N  | P  | V  |
| Posizione | 4 | 1 | 1 | 1 | 2 | 1 | 1 | 2 | 3 | 1  | 1  | 3  | 5  | 7  | 7  | 6  | 7  | 6  | 7  | 5  | 4  | 4  | 4  | 1  | 3  | 2  | 1  | 1  | 4  | 3  | 3  | 4  | 6  | 8  | 7  | 7  | 8  | 6  |

Legenda:

Luogo: C = Casa; T = Trasferta. Risultato: V = Vittoria; N = Pareggio; P = Sconfitta.

### Statistiche dei giocatori
| Giocatore      | 2. Bundesliga | 2. Bundesliga | 2. Bundesliga | 2. Bundesliga | Coppa di Germania | Coppa di Germania | Coppa di Germania | Coppa di Germania | Totale   | Totale | Totale      | Totale     |
| Giocatore      | Presenze      | Reti          | Ammonizioni   | Espulsioni    | Presenze          | Reti              | Ammonizioni       | Espulsioni        | Presenze | Reti   | Ammonizioni | Espulsioni |
| -------------- | ------------- | ------------- | ------------- | ------------- | ----------------- | ----------------- | ----------------- | ----------------- | -------- | ------ | ----------- | ---------- |
| J. Bach        | 9             | 1             | 2             | 0             | 1                 | 0                 | 0                 | 0                 | 10       | 1      | 2           | 0          |
| M. Banach      | 32            | 11            | 2             | 0             | 2                 | 2                 | 0                 | 0                 | 34       | 13     | 2           | 0          |
| F. Bast        | 1             | 0             | 0             | 0             | 0                 | 0                 | 0                 | 0                 | 1        | 0      | 0           | 0          |
| C. Bittner     | 1             | 0             | 0             | 0             | 0                 | 0                 | 0                 | 0                 | 1        | 0      | 0           | 0          |
| J. Borutta     | 2             | 0             | 0             | 0             | 0                 | 0                 | 0                 | 0                 | 2        | 0      | 0           | 0          |
| E. Buckmaier   | 34            | 4             | 6             | 0             | 2                 | 0                 | 1                 | 0                 | 36       | 4      | 7           | 0          |
| R. Eilenberger | 22            | 0             | 1             | 0             | 0                 | 0                 | 0                 | 0                 | 22       | 0      | 1           | 0          |
| S. Emmerling   | 18            | 5             | 2             | 0             | 0                 | 0                 | 0                 | 0                 | 18       | 5      | 2           | 0          |
| R. Frömberg    | 24            | 0             | 2             | 0             | 0                 | 0                 | 0                 | 0                 | 24       | 0      | 2           | 0          |
| S. Jankovic    | 31            | 5             | 3             | 0             | 2                 | 0                 | 0                 | 0                 | 33       | 5      | 3           | 0          |
| W. Kellner     | 16            | 0             | 1             | 0             | 2                 | 0                 | 1                 | 0                 | 18       | 0      | 2           | 0          |
| M. Kollenberg  | 35            | 4             | 10            | 0             | 2                 | 0                 | 1                 | 0                 | 37       | 4      | 11          | 0          |
| D. Kontny      | 35            | 6             | 8             | 0             | 2                 | 0                 | 0                 | 0                 | 37       | 6      | 8           | 0          |
| F. Kontny      | 13            | 1             | 2             | 0             | 2                 | 0                 | 0                 | 0                 | 15       | 1      | 2           | 0          |
| H. Kügler      | 35            | 11            | 7             | 0             | 1                 | 0                 | 0                 | 0                 | 36       | 11     | 7           | 0          |
| T. Langbein    | 33            | 1             | 8             | 0             | 2                 | 0                 | 0                 | 0                 | 35       | 1      | 8           | 0          |
| R. Lewe        | 9             | 0             | 0             | 0             | 1                 | 0                 | 0                 | 0                 | 10       | 0      | 0           | 0          |
| P. Rautiainen  | 6             | 0             | 1             | 0             | 0                 | 0                 | 0                 | 0                 | 6        | 0      | 1           | 0          |
| M. Reimann     | 5             | 1             | 1             | 0             | 1                 | 0                 | 0                 | 0                 | 6        | 1      | 1           | 0          |
| M. Rothe       | 6             | 0             | 0             | 0             | 0                 | 0                 | 0                 | 0                 | 6        | 0      | 0           | 0          |
| T. Siewert     | 13            | 1             | 1             | 0             | 0                 | 0                 | 0                 | 0                 | 13       | 1      | 1           | 0          |
| G. Sobiech     | 0             | 0             | 0             | 0             | 0                 | 0                 | 0                 | 0                 | 0        | 0      | 0           | 0          |
| J. Sobiech     | 27            | 0             | 1             | 0             | 1                 | 0                 | 0                 | 0                 | 28       | 0      | 1           | 0          |
| J. Terhaar     | 31            | 0             | 9             | 0             | 2                 | 0                 | 1                 | 1                 | 33       | 0      | 10          | 1          |
| U. Tschiskale  | 36            | 16            | 4             | 0             | 2                 | 0                 | 1                 | 0                 | 38       | 16     | 5           | 0          |
| H. Ueding      | 3             | 0             | 0             | 0             | 0                 | 0                 | 0                 | 0                 | 3        | 0      | 0           | 0          |
| O. Wasmuth     | 5             | 0             | 1             | 0             | 0                 | 0                 | 0                 | 0                 | 5        | 0      | 1           | 0          |
| D. van der Ven | 7             | 1             | 0             | 0             | 0                 | 0                 | 0                 | 0                 | 7        | 1      | 0           | 0          |